# Gerd Olausson Pettersson
Gerd Olausson Pettersson är en tidigare svensk landslagsmålvakt i handboll.

## Klubblagskarriär
Under sin elitkarriär spelade hon för Kvinnliga IK Sport och vann med klubben flera mästerskapstitlar både inom och utomhus. En av dessa vann hon 1958 då Sport besegrade Kalmar AIK i finalen.

## Landslagskarriär
Gerd Pettersson spelade åren 1956-1964 25 landskamper enligt den gamla statistiken  och den stämmer.

### Inomhus
Enligt den nya statistiken spelade hon bara fem inomhuslandskamper 1958 till 1964 och gjorde inga mål. Hon debuterade inomhus mot Danmark i Kalmar den 9 februari 1958 i en förlustmatch 4-12. Hon spelade sin andra landskamp den 15 januari 1959 inomhus i Odense också mot Danmark. Tre dagar efteråt den 18 januari spelade hon mot Östtyskland i Borås. Sista landskampen spelade hon inomhus mot Danmark den 22 november 1964 i Lidköping.

### Utomhus
Det är klart att Gerd Pettersson spelade de flesta av sin 25 landskamper utomhus. Hon debuterade i damlandslaget utomhus i NM i Finland 1956 med fyra landskamper. Hon spelade i VM 1957 4 landskamper och ytterligare en utomhuslandskamp 1957. 1959 spelade hon NM i Norge med fyra landskamper. 1960 blev det tre utomhuslandskamper i NM. Hon spelade slutligen 4 landskamper i Nordiska mästerskapet 1964 på Island sammanlagt gör det 20 utomhuslandskamper.